# Nocturlabi

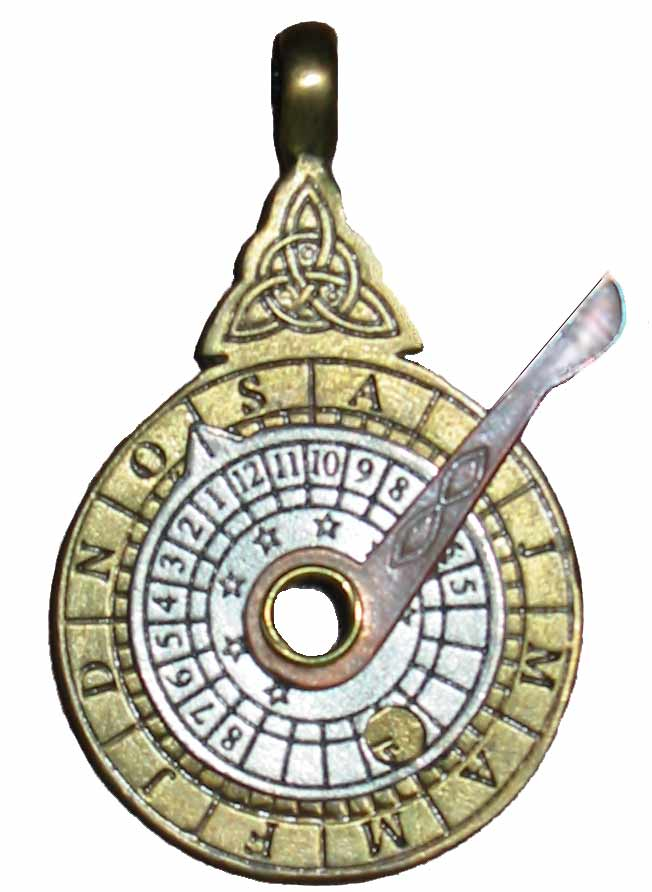
Un nocturlabi de joieria. Es tracta d'un nocturlabi operatiu, encara que només d'uns 5 cm d'alçada. Mostra l'anell del mes (de llautó) a l'exterior. El disc interior de color plata mostra l'hora i té un indicador en una vora. Posant l'indicador sobre el mes i el dia (en aquest cas, algun dia d'octubre), centrant la Polar en el forat del mig i girant el punter adscrit cap al centre d'una estrella circumpolar específica, el braç indica l'hora (en aquest cas, les 8 de la tarda)

Un nocturlabi o rellotge d'estels és un instrument utilitzat per a determinar el temps en funció de la posició d'una determinada estrella en el cel nocturn. A vegades anomenat "nocturnum horologium" ('instrument de temps per a la nit') o nocturlabi, està estretament relacionat amb el rellotge de Sol. Un nocturlabi és típicament un instrument nàutic. Conèixer el temps és important en el pilotatge per al càlcul de les marees i alguns nocturlabis incorporen gràfics de marees per als ports importants. El nocturlabi fou esmentat per primera vegada per Martín Cortés de Albacar en el seu Arte de navegar, publicat el 1551. A la fi del segle xiii, Ramon Llull descriu un instrument semblant al nocturlabi en el seu llibre Opera Omnia, amb nom d'astrolabium nocturnum i sphæra horarum noctis.

## Fabricació

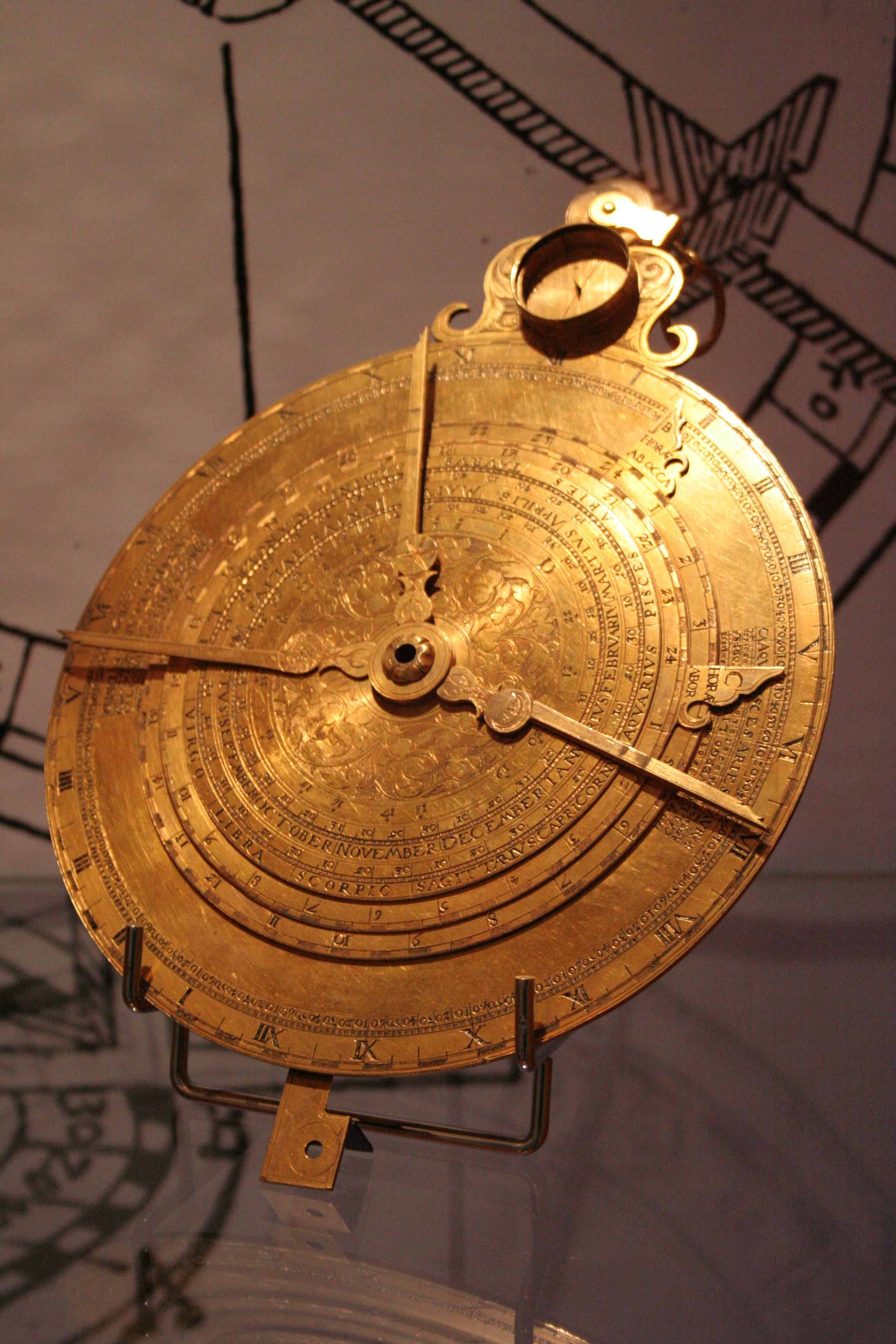
Nocturlabi fet a Viena

Els nocturlabis s'han construït normalment de fusta o de llautó. Un nocturlabi té un disc extern marcat amb els mesos de l'any, i un disc intern marcat amb les hores (i potser mitges hores), així com llocs per a una o més estrelles de referència. També té un punter de rotació en el mateix eix, com els discs. L'eix o punt de gir ha de permetre que una estrella es pugui veure al seu través; s'utilitza normalment un rebló foradat. Atès que l'instrument es fa servir de nit, les marques poden ser exagerades. A vegades, el disc intern té un diagrama de les constel·lacions i les estrelles detallades, per ajudar a localitzar-les.

## Ús
A l'hemisferi nord, totes les estrelles que semblen girar al voltant de l'estrela polar durant la nit, i les seves posicions, com l'avanç del sol, es poden utilitzar per a determinar l'hora. Les posicions de les estrelles canvien en funció de l'època de l'any. Un nocturlabi és un ordinador analògic simple, fet de diverses esferes, que proporcionarà l'hora del dia en una època de l'any i una observació de l'estrella polar i algunes altres estrelles comunes.
Les estrelles de referència més utilitzades són les estrelles de l'Ossa Major o Kochab i de l'Ossa Menor. L'estrella Shed de la constel·lació de Cassiopea també pot ser utilitzada, ja que està al costat oposat del cel de l'Ossa Major.
El disc intern es gira de manera que la marca de l'estrella de referència escollida apunti a la data actual al disc extern. Es mira l'estrela polar a través del centre del dispositiu, i el punter del braç es gira fins a apuntar a l'estrella de referència escollida. La intersecció del braç punter amb les marques d'hora en el disc intern indica l'hora. L'instrument ha de ser mantingut en posició vertical, i ha de tenir un mànec o un instrument similar, tal com el de la direcció, a sota.